# أحمد عقل (سفير)
أحمد بدر إبراهيم عقل (وُلد في 1 ديسمبر 1952 في مخيم عين السلطان، أريحا) مهندس مدني ودبلوماسي فلسطيني، عمل سفيرًا لدولة فلسطين لدى العراق بين عامي 2014 و2023، كما كان سفيرًا لدولة فلسطين لدى رومانيا بين عامي 2009 و2014.

## النشأة والتحصيل العلمي
وُلد عقل في مخيم عين السُلطان قُرب مدينة أريحا في 1 ديسمبر 1952 لأسرة فلسطينية هُجرت من قرية دمرتها العصابات الصهيونية في حرب النكبة عام 1948 تُدعى ذكرين في قضاء الخليل. هاجرت عائلته مرة أخرى بعد حرب النكسة عام 1967 إلى الأردن. درس العلوم في الجامعة الأردنية لمدة عام واحد فقط، ثم غادرها لدراسة الهندسة المدنية في إحدى جامعات العاصمة الهندية نيودلهي حيث حصل منها على درجة البكالوريوس عام 1983 ولاحقًا درجة الماجستير في تخطيط المدن عام 1989. لاحقًا حصل على درجة الدكتوراه في الهندسة المدنية من رومانيا عام 2014.

## الحياة العملية
خلال دراسته في الهند، كان رئيسًا للاتحاد العام لطلبة فلسطين بين عامي 1978 و1982، وأمينًا لسر حركة فتح بين عامي 1983 و1988.
في عام 1984، عُين دبلوماسيًا برتبة سكرتير أول في مكتب منظمة التحرير الفلسطينية لدى الهند واستمر حتى عام 1989 حيث انتقل إلى تونس وعمل في مجال السياسة وأشرف على الجاليات الفلسطينية في أوروبا الغربية وأمريكا حتى عام 2009.
في 14 أغسطس 2009، أدى اليمين القانونية أمام الرئيس محمود عباس سفيرًا لدولة فلسطين لدى رومانيا. في 16 سبتمبر 2009، سلّم أوراق اعتماده إلى نائب وزير الخارجية الروماني دورو كوستا سفيرًا مفوضًا وفوق العادة، وفي 30 سبتمبر 2009، أعاد تسليمها إلى الرئيس الروماني ترايان باسيسكو. استمر بالعمل سفيرًا لدى رومانيا حتى عام 2014.
في 18 نوفمبر 2014، سلّم أوراق اعتماده سفيرًا مفوضًا وفوق العادة لدولة فلسطين لدى العراق إلى الرئيس العراقي فؤاد معصوم. استمر بالعمل سفيرًا لدى العراق حتى إحالته إلى التقاعد عام 2023.